# Nesolynx phaeosoma
Nesolynx phaeosoma är en stekelart som först beskrevs av James Waterston 1915.  Nesolynx phaeosoma ingår i släktet Nesolynx och familjen finglanssteklar. Inga underarter finns listade i Catalogue of Life.